# Спектрална линия
Спектрална линия се нарича тъмна или светла линия на фона на иначе хомогенен и непрекъснат оптичен спектър, която се дължи на наличието или на отсъствието на фотони в тесен честотен диапазон, сравняван със съседните му честоти.

## Видове линейни спектри
Спектралните линии са резултат от взаимодействието между квантова система (обикновено атоми, но понякога молекули или атомни ядра) и единичен фотон. Когато фотонът притежава точно определено количество енергия, необходимо за да се получи промяна в енергийното състояние на системата (в случая на атом това обикновено означава смяна в електронната му конфигурация), фотонът се поглъща. След това той може спонтанно да бъде излъчен повторно, или със същата честота или създавайки каскада, в която сумата от енергиите на излъчените фотони е равна на енергията на погълнатия (допускайки, че системата се връща в първоначалното си състояние). В общия случай посоката и поляризацията на новия фотон корелират с тези на първоначалния фотон.
Спектралните линии са строго специфични за атомите и могат да се използват за определяне на химическия състав на всяка среда, пропускаща светлина (обикновено се използва газ). В зависимост от типа на газа, източника на фотони и типа на детектора, се наблюдават емисионни и абсорбционни спектрални линии. Ако газът се намира между източника на фотони и детектора и детекторът „вижда“ и източника, и газа, ще се наблюдава намаление на интензитета на светлината на честотата на падащия фотон, тъй като повторно излъчените фотони са най-общо в различни направления от падащия. Това е абсорбционна линия. Ако детекторът не „вижда“ източника на фотони, а само газа, той ще регистрира само фотоните, емитирани в тесен честотен диапазон (линия). Това е емисионна линия.
Няколко химични елемента са били открити по този начин – хелий, талий и церий. Тъй като спектралните линии зависят също и от физическото състояние на газа, те широко се използват за определяне на химическия състав на звездите и други небесни тела и тяхното физическо състояние.